# Hermann Dechant
Hermann Dechant (* 29. November 1939 in Wien) ist ein österreichischer Dirigent, Flötist, Musikwissenschaftler, Komponist und Musikverleger.

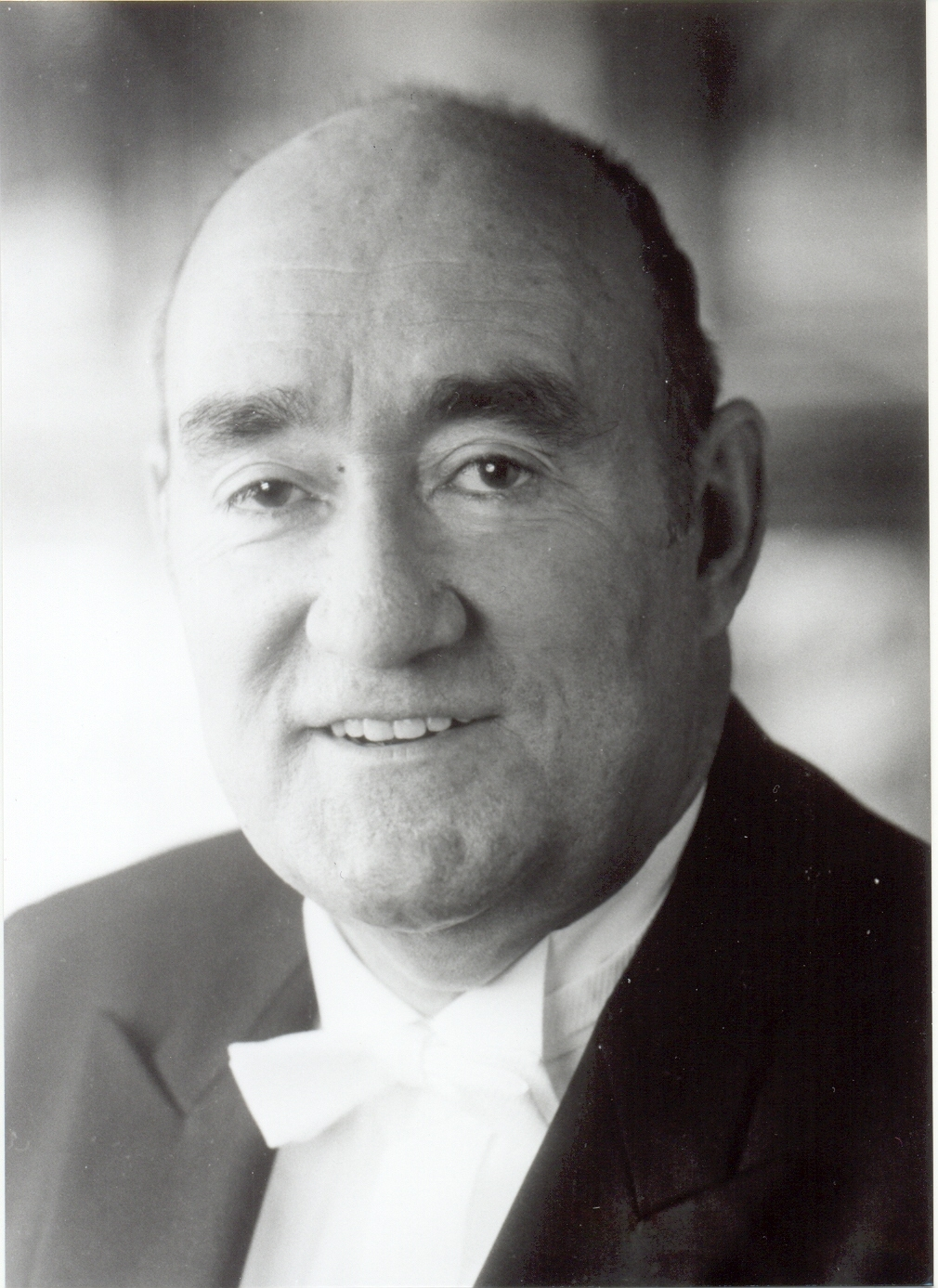
Porträt von Hermann Dechant

## Werdegang
Dechant wurde als Sohn des Architekten und Bildhauers Oskar Dechant in Wien-Meidling geboren. Nach der Matura studierte er Flöte (bei Aurèle Nicolet an der Hochschule für Musik in Berlin) und Dirigieren an der Staatlichen Akademie für Musik und Darstellende Kunst Wien sowie Musikwissenschaft bei Erich Schenk, Theaterwissenschaft bei Heinz Kindermann, Philosophie und Geschichte an der Universität Wien. Sein Universitätsstudium setzte er 1968–1973 fort und studierte bei Wolfgang Osthoff (Universität Würzburg) und bei Hermann Beck an der Universität Regensburg Musikwissenschaft und wurde dort 1975 promoviert. Von 1962 bis 1966 studierte er bei Hanns Reinartz in Würzburg Orchesterdirigieren. 1968 legte er bei Günter Bialas die Staatsprüfung für Komposition ab.
Von 1960 bis 1973 war er bei Joseph Keilberth und Eugen Jochum als Soloflötist bei den Bamberger Sinfonikern engagiert und konzertierte mit dem Orchester in 73 Staaten. Von 1964 bis 1971 wirkte Dechant am E.T.A.-Hoffmann-Theater in Bamberg als Leiter der Bühnenmusik. Dies führte zur Zusammenarbeit mit Gerd Gutbier, Heinrich Böll, Bruno Magnoni und vielen anderen. Außerdem wurde er Leiter der Musica Cantorey Bamberg, einem Ensemble, das primär Musik aus der Zeit zwischen 1450 und 1650 in historischer Aufführungspraxis darbot (zahlreiche Rundfunk- und Schallplattenaufzeichnungen).
Ab 1968 war Dechant Studienleiter des Bundesjugendorchesters der Bundesrepublik Deutschland und ab 1972 Leiter der Bundeskammermusikkurse Jugend musiziert. 1973 wurde Dechant an die Hochschule für Musik in Würzburg als Leiter des Hochschulorchesters und einer Dirigentenklasse berufen (Professor). Von 1985 bis 1999 leitete Dechant den Oratorienchor Bamberg, begründete das dortige Jugendorchester und nahm Professuren in Österreich und Thailand wahr. 1993 leitete er im Liebhabertheater der Frau von Stein in Schloss Kochberg die Uraufführung einer Opera buffa von Goethe, vertont von Philipp Christoph Kayser (Scherz, List und Rache, 1787).
2005 wurde Dechant in den Ruhestand versetzt. Derzeit wirkt Dechant gemeinsam mit seiner Ehefrau, der Pianistin Margit Haider-Dechant (Anton Bruckner Privatuniversität Linz), als Leiter eines Musikverlages in Bonn. Im Jahr 2016 gründete er dort das Woelflhaus, das sich der wissenschaftlichen und publizistischen Arbeit zu Leben und Werk des Komponisten Joseph Woelfl widmet.
Dechant ist Verfasser zahlreicher wissenschaftlicher Beiträge und Bücher, besonders zur Geschichte des Dirigierens und zur Geschichte der Musik für Blasinstrumente. Er ist darüber hinaus als Autor zahlreicher Lexikonartikel und Herausgeber von Opernpartituren bei den Denkmäler-Ausgaben hervorgetreten und daneben aktiv als Musiker und Arrangeur.

## Veröffentlichungen

### Kompositionen (Auswahl)
- Vokalmusik: div. Lieder, Chöre und Kantaten; 28 Bühnenmusiken für das Theater Bamberg.
- Instrumentalmusik: Div. Werke für Orchester und für Kammermusikensembles in unterschiedlicher Besetzung.

### Einspielungen als Dirigent (Auswahl)
- Hans Pfitzner & Joseph Haydn: Cellokonzerte. Violoncello: Esther Nyffenegger, Nürnberger Symphoniker.
- Florian Leopold Gassmann: Die junge Gräfin/La contessina. Opera buffa in drei Akten nach Carlo Goldoni u. a. (Mitwirkende: J. Pichler, E. Mayer, K. Köller, B. Eisschiel, S. Ganglberger, H. Diller); Collegium Praga Aurea; Bayer-Records, P 1995
- E. T. A. Hoffmann: Aurora, große romantische Oper in drei Aufzügen von Franz von Holbein. (Weltersteinspielung). Apollon 1995 (mit H. Ohlmann, E. Meier, W. Koch. Jugendorchester Bamberg).
- E. T. A. Hoffmann: Undine. Romantische Zauberoper in drei Akten (mit: J. Beck, M. Albert, M. Hiefinger, H. Plesch, U. Bosch, B. Hofmann, A. Schamberger, C. Tippe, B. Baier; Oratorienchor u. Jugendorchester Bamberg). Bayer-Records, 1995

### Bücher und Editionen (Auswahl)
- E. T. A. Hoffmanns Oper Aurora (Regensburger Beiträge zur Musikwissenschaft, Bd. 2) Regensburg 1975.
- Arie und Ensemble. Zur Entwicklungsgeschichte der Oper. Wissenschaftliche Buchgesellschaft Darmstadt, Bd. 1., 1600–1800, 1993, 229 S.
- Dechant u. W. Sieber (Hrsg.): Gedenkschrift Hermann Beck. Laaber 1982.
- Dirigieren. Zur Theorie und Praxis der Musikinterpretation. Wien/Freiburg i. Breisgau/Basel 1985.

### Editionen und Arrangements (Auswahl)
- Ignaz Aßmayer: Messen in D und in C, Partitur und Aufführungsmaterial, Wien: Apollon Musikoffizin
- Johann Sebastian Bach: Violinkonzerte d-Moll, D-Dur, A-Dur, f-Moll, Wien: Apollon Musikoffizin 2000 (Hrsg. gemeinsam mit Takaya Urakawa)
- F. L. Gassmann: La contessina. Opera buffa in drei Akten nach Carlo Goldoni u. a. Wien: Apollon Musikoffizin 1999.
- E. T. A. Hoffmann: Aurora. Große romantische Oper. Libretto von Holbein (Denkmäler der Tonkunst in Bayern, N. F., Bd. 5). Breitkopf & Härtel 1984 (Partitur)
- Philipp Christoph Kayser: Scherz, List und Rache. Singspiel in vier Akten. Erstausgabe (Kl. A.) nach dem Urtext von H. Dechant. Wien: Apollon Musikoffizin 1999. XXVII, 464 S.
- Franz Krommer: Violinkonzert in d-Moll op. 61 (Partitur, Erstausg. von H. Dechant). Wien: Apollon Musikoffizin, 2003.
- Joseph Weigl: Die Schweizer Familie. Singspiel (Partitur, Erstausg. von H. Dechant, in Vorbereitung für die DTÖ)
- Joseph Woelfl: Der Höllenberg. Große heroisch-komische Oper von Schikaneder (Partitur, Erstausg. und Rekonstr. des Librettos von H. Dechant). Wien: Apollon Musikoffizin, 2010 (und drei weitere Opern von Woelfl)

## Ehrungen
- 1958 Großer Preis der Staatlichen Akademie für Musik und Darstellende Kunst Wien
- 1971 Kompositionspreis der Stadt Hof für die Gesänge der Nacht
- 1992 Kulturförderpreis der Stadt Bamberg
- 2002 Ehrenprofessor der Russischen Föderation
- 2023 Bundesverdienstkreuz am Bande des Verdienstordens